# Viktors Dobrecovs
Viktors Dobrecovs (Liepāja, 1977. január 9. –) válogatott lett labdarúgó, csatár. Négyszeres lett bajnoki gólkirály (1998, 1999, 2003, 2005).

## Pályafutása

### Klubcsapatban
1993 és 2005 között a Liepājas Metalurgs, 2006–07-ben az észt TVMK, 2007–08-ban az FC Daugava labdarúgója volt. 2008–09-ben a Liepājas Metalurgs csapatában fejezte be az aktív játékot. Pályafutása alatt egy-egy lett és észt bajnoki címet, illetve lettkupa-győzelmet szerzett. Az 1998-as idényben 23 góllal, az 1999-esben 22 gólllal, a 2003-asban 36 gólllal, a 2005-ösben pedig 18 góllal a lett bajnokság gólkirálya lett.

### A válogatottban
1998 és 2005 között 18 alkalommal szerepelt a lett válogatottban.

### Edzőként
2010 és 2012 között a Liepājas Metalurgs második-, 2013-ban az első csapatának a segédedzőjeként tevékenykedett. 2014 és 2016 között az FK Liepāja, 2017–18-ban a Grobiņas SC, 2019-ben az FK Atlantas együttesének a szakmai munkáját irányította.

## Sikerei, díjai
Liepājas Metalurgs
- Lett bajnokság
  - bajnok: 2005
  - gólkirály (4): 1998 (23 gól), 1999 (22 gól), 2003 (36 gól), 2005 (18 gól, holtversenyben Igors Sļesarčuks-szal)

 TVMK
- Észt kupa
  - győztes: 2006

 FC Daugava
- Lett kupa
  - győztes: 2008